# Miconia centrodesmoides
Miconia centrodesmoides är en tvåhjärtbladig växtart som beskrevs av John Julius Wurdack. Miconia centrodesmoides ingår i släktet Miconia och familjen Melastomataceae. Inga underarter finns listade i Catalogue of Life.